# Lotería del Táchira Fútbol Club
Lotería Del Táchira Fútbol Club es un club de fútbol venezolano de la ciudad de San Cristóbal, Estado Táchira.Y actualmente no se encuentra en ninguna de las categorías del fútbol profesional venezolano

## Historia
Surge en el año 2002 por iniciativa del exjugador de fútbol Ramón Echenaussi. La junta directiva de la empresa Lotería del Táchira aprobó el proyecto y se constituyeron las categorías Sub-17 y Sub-20 con el propósito de competir en los torneos nacionales organizados por la FVF. En su primera temporada de competencia, el equipo Sub-17 ganó el campeonato nacional de la categoría, venciendo al equipo Sub-17 del Caracas FC en la final del torneo. En el año 2009, se produjo un cambio de directiva, con el reto de profesionalizar al equipo de fútbol; se formó el equipo profesional, que debutó en la Segunda División B Venezolana 2009/10.
La temporada debut para el cuadro tachirense, la Segunda División B Venezolana 2009/10 comenzó con el Torneo Apertura 2009, donde forma parte del Grupo Occidental.El club lotero sólo sufre una derrota en todo el semestre ante Real Bolívar COL con marcador de 4-1, y un total de 25 puntos sumados en 10 partidos le llevaron a ser campeón de su grupo, con lo que pasaba a jugar la serie final del torneo junto a Minasoro FC (campeón del Grupo Oriental) y Unión Atlético Aragua (campeón del Grupo Central), siendo Minasoro FC el ganador del triangular y por tanto, campeón del apertura, además de lograr el primer boleto para la final absoluta de la temporada. Para el Clausura 2010, volvería a ser campeón de su grupo, con 19 puntos, superando apenas por un punto al Ureña Sport Club, accediendo nuevamente al triangular final para decidir el campeón del torneo y el segundo boleto para la final absoluta; los rivales del triangular, curiosamente fueron los mismos que en el Apertura: Minasoro FC y Unión Atlético Aragua, esta vez, sería Lotería del Táchira FC el campeón del clausura y el segundo participante en la final absoluta. Esa final, disputada en una cancha neutral, terminaría 4-7 a favor del equipo lotero, logrando así el campeonato de la Segunda División B de Venezuela en su temporada de debut, y logrando el ascenso a la Segunda División de Venezuela
La Segunda División Venezolana 2010/11 sería la segunda temporada del incipiente equipo en los campeonatos profesionales de la FVF. Mantuvo su buen rendimiento en el Torneo Apertura 2010, logrando un total de 29 unidades, producto de 7 victorias, 8 empates y sólo 3 derrotas en todo el semestre. Para el Torneo Clausura 2011, el cuadro lotero culminó en quinta casilla, sumando 24 unidades en 16 compromisos y teniendo una diferencia de goles de +9, permaneciendo así una temporada más en la categoría.
Comenzaba la Segunda División Venezolana 2011/12 con el Torneo Apertura 2011, nuevamente el equipo lotero toma parte del Grupo Occidental, compitiendo con rivales de la talla de Club Deportivo San Antonio, Lara FC y Deportivo Táchira "B". Culmina el semestre en segundo lugar, solamente un punto por detrás del CD San Antonio, sumando 7 victorias en 14 partidos y un total de 26 puntos, logrando de esta forma, clasificar al torneo por el ascenso a Primera División, que se disputó en el siguiente semestre por primera vez en su novel historia. En el Torneo Clausura 2012, culminó en la séptima casilla, logrando 21 puntos en 18 partidos.
Habiendo disputado el torneo por el ascenso a la primera división por primera vez en su historia, Lotería del Táchira FC comenzó la Segunda División Venezolana 2012/13 disputando el Torneo Apertura 2012 con nuevo cuerpo técnico, liderado por Darío Martínez; finalizó el torneo en la octava casilla del Grupo Occidental, con 19 unidades, y perdiendo 9 veces en un total de 18 encuentros, con lo que disputaría el Torneo de Promoción y Permanencia 2013 en el siguiente semestre de la temporada para luchar por su permanencia en la categoría para la siguiente temporada. Formó parte del Grupo Occidental en el Torneo de Promoción y Permanencia 2013. Finalizó el torneo con un total de 23 unidades, producto de 7 triunfos, 2 empates y 3 derrotas, logrando así ser campeón del Grupo Occidental, con lo que lograba su permanencia en la Segunda División de Venezuela para la temporada siguiente.
La Segunda División Venezolana 2013/14 inició con la disputa del Apertura 2013, donde el equipo lotero culminó en la séptima casilla tras sumar 23 puntos producto de 6 triunfos, 5 empates y 7 derrotas, debiendo jugarse la permanencia en la categoría en el siguiente torneo de la temporada. En el Torneo de Promoción y Permanencia 2014, logra culminar en la tercera posición del Grupo Occidental, sumando un total de 7 victorias en 14 partidos y 23 puntos, logrando por segunda temporada al hilo, la permanencia en la Segunda División de Venezuela.
A pocos días del comienzo de la fase previa de Copa Venezuela y de la Segunda División Venezolana 2014/15, se dio a conocer la unión del cuadro lotero con el Deportivo Táchira, desapareciendo la franquicia en la categoría de plata, su desaparición se hizo oficial el 14 de agosto de 2014
Para la temporada Adecuación 2015 volvieron y formaron equipos en las categorías Sub-14, Sub-16, Sub-18 y Sub-20. Para la temporada 2016 Lotería del Táchira FC estará presente en la Tercera División de Venezuela.

## Datos del club
- Temporadas en 1.ª División: 0
- Temporadas en 2.ª División: 4 (2010/11, 2011/12, 2012/13, 2013/14)
- Temporadas en 2.ª División B: 1 (2009/10)
- Temporadas en 3.ª División: 1
- Mejor puesto en liga: 7.º de 10 (Ascenso 2012)
- Mayor goleada conseguida como local (en Segunda): Lotería del Táchira FC 6-1 Atlético Socopó (Clasificatorio 2011)
- Mayor derrota encajada como local (en Segunda): Lotería del Táchira FC 1-4 Carabobo FC (Clasificatorio 2012)
- Mayor goleada conseguida como visitante (en Segunda): Zamora FC B 0-4 Lotería del Táchira FC (Clausura 2011), Atlético Socopó 0-4 Lotería del Táchira FC (Clasificatorio 2011), EF Seguridad Ciudadana 0-4 Lotería del Táchira FC (Promoción y Permanencia 2013)
- Mayor derrota encajada como visitante (en Segunda):  Portuguesa FC 5-1 Lotería del Táchira FC (Clasificatorio 2013)

## Jugadores

### Plantilla 2015
| Alineación: - Aníbal Toro - Simon Rodríguez - Sandro Pessoa - Luis Ángel Espitia - Henry Capriles - Leonardo Villa - Engelbert Pérez - Abel Convey - Anderson Villa - Jhovanny Ayovi - Romel Chacon - DT:Fernandhao |

## Palmarés
- Segunda División B: 2009-10.